# الیزابت بوجی
الیزابت بوجی گریگوری (۵ اکتبر ۱۹۲۰ – ۱۰ آوریل ۲۰۰۱) یک زیست‌شیمی‌دان آمریکایی بود که در آزمایشگاه سلمن واکسمن در دانشگاه راتگرز، استرپتومایسین، نخستین آنتی‌بیوتیک مؤثر بر مایکوباکتریوم توبرکلوزیس را کشف کرد. واکسمن در سال ۱۹۵۲ جایزه نوبل پزشکی را دریافت کرد و اعتبار این کشف را به خود اختصاص داد.

## اوایل زندگی و تحصیلات
الیزابت بوجی فرزند چارلز بوجی و مدلین توربت بود. پدر بوجی تحصیلاتی فراتر از دبیرستان نداشت، اما به تحصیل دخترش اهمیت می‌داد. او دخترش را به کنجکاوی و تحلیل‌گری تشویق می‌کرد و باعث شد که بوجی فردی با اراده و تحلیل‌گر باشد.
بوجی در کالج زنان نیوجرسی میکروب‌شناسی خواند. او دانشجوی کارشناسی ارشد در دانشگاه راتگرز بود و با سلمن واکسمن همکاری می‌کرد. پایان‌نامه کارشناسی ارشد او با عنوان تولید مواد آنتی‌بیوتیکی توسط آسپرژیلوس فلاووس و کئتومیوم کوکلیودس بر بهینه‌سازی تولید فلاویسین و کئتومین تمرکز داشت.

## حرفه
بوجی بر روی عوامل ضدمیکروبی کار می‌کرد که می‌توانستند از گیاهان در برابر بیماری مرگ نارون محافظت کنند. در سال ۱۹۴۴، بوجی، واکسمن و آلبرت شاتز استرپتومایسین را در کشت‌های موجودات خاک‌زی شناسایی کردند، آنتی‌بیوتیکی که مشخص شد علیه مایکوباکتریوم توبرکلوزیس فعال است. به بوجی گفته شد که نامش در ثبت اختراع نیاید، زیرا «روزی ازدواج خواهد کرد و تشکیل خانواده خواهد داد». واکسمن در سال ۱۹۵۲ جایزه نوبل پزشکی را دریافت کرد و تمامی اعتبار کشف استرپتومایسین را به خود اختصاص داد. واکسمن ادعا کرد که بوجی بیش از شاتز در این کشف نقش داشته است. او همچنین مقالاتی دربارهٔ کشف خود منتشر کرد که به‌ندرت به کمک‌هایی که دریافت کرده بود اشاره می‌کرد. در نهایت، به بوجی ۰٫۲٪ از حق امتیاز استرپتومایسین تعلق گرفت.
پس از کشف استرپتومایسین، بوجی بر روی میکرومونوسپورین، یک گلیکوپروتئین رنگدانه‌دار که علیه باکتری‌های گرم-مثبت فعال بود، کار کرد. بوجی در شرکت مرک مشغول به کار شد و اسید پیرازینوئیک و پنی‌سیلین را به‌عنوان آنتی‌بیوتیک‌هایی علیه مایکوباکتریوم توبرکلوزیس ارزیابی کرد. او چندین مادهٔ ضدمیکروبی را توسعه داد.

## زندگی شخصی و مرگ
الیزابت بوجی پس از فارغ‌التحصیلی با فرانسیس جوزف گرگوری ازدواج کرد که او نیز به‌عنوان میکروبیولوژیست در آزمایشگاه واکسمن کار می‌کرد. بوجی پس از بزرگ‌کردن خانواده‌اش، سرانجام به محیط دانشگاهی بازگشت تا مدرکی در علم کتابداری دریافت کند. دخترش، آیلین گرگوری، میکروبیولوژیستی در کالج رولینز است و گفته است که مادرش «به خاطر عشق به علم تحقیق می‌کرد، نه برای شهرت».
الیزابت بوجی در ۱۰ آوریل ۲۰۰۱ درگذشت.

## کشف استرپتومایسین
در کشف استرپتومایسین، سه نفر نقش برجسته‌ای ایفا کردند: واکسمن، شاتز و بوجی که بعدها با نام الیزابت گرگوری شناخته شد. این سه نفر همکاری نزدیکی با یکدیگر داشتند و در نهایت، به‌عنوان یک گروه، استرپتومایسین را کشف کردند. واکسمن بیشترین اعتبار تاریخی را دریافت کرد.
با نگاهی به مشارکت‌های انجام‌شده در مطالعه و کشف استرپتومایسین، بوجی به‌اندازهٔ شاتز، و شاید حتی بیشتر، در این روند نقش داشت. با این حال، پاداشی که به هر یک از مشارکت‌کنندگان تعلق گرفت، نابرابر بود. شاتز برای دریافت حق امتیاز، از واکسمن شکایت کرد، اما زمانی که سهم هر یک تعیین شد، واکسمن ۱۰٪، شاتز ۳٪ و باقی اعضای آزمایشگاه در مجموع ۷٪ دریافت کردند که از آن میان، سهم بوجی تنها ۰٫۲٪ بود. هنگام ثبت حق امتیاز، نه واکسمن و نه شاتز نام بوجی را وارد نکردند و دلیل آن را این‌گونه بیان کردند که این موضوع اهمیتی ندارد، چون روزی ازدواج خواهد کرد و بچه‌دار خواهد شد. هنگام امضای اولیهٔ ثبت حق امتیاز، بوجی یک گواهی‌نامه امضا کرد. در این گواهی‌نامه، بوجی اظهار کرده بود که اطلاعات مربوط به استرپتومایسین را از واکسمن و شاتز دریافت کرده و هیچ نقشی در کشف آن نداشته است. با این حال، بعدها دخترانش از قول او نقل کردند که اگر جنبش آزادی زنان در آن زمان وجود داشت، او نیز در ثبت حق امتیاز استرپتومایسین اعتبار دریافت می‌کرد. شاتز توضیح داده است که «این واقعیت که واکسمن از او خواست تا این کار را انجام دهد، نشانگر استعداد و شایستگی او بود»، که اهمیت کار بوجی و کم‌ارزشی‌ای که در قبال آن دریافت کرد را آشکار می‌کند.